# Andreas Faber-Kaiser
Andreas Faber-Kaiser (Barcelona, 5 de abril de 1944-ibídem, 14 de marzo de 1994) fue un ufólogo y escritor español de origen alemán especializado en la investigación de los aspectos misteriosos y ocultos de la historia, sobre todo en la relación existente de los dioses de la antigüedad con los actuales ovnis, habiendo participado como ponente en numerosos congresos internacionales dedicados a este tipo de temáticas, tanto en Europa como en América.

## Biografía
Se licenció en filosofía y letras, obteniendo en 1972 el Premio Nacional de Astronáutica «Julio Marial» por su estudio Repercusión de la astronáutica en la vida del hombre. En 1976 fundó la revista Mundo Desconocido en colaboración con el también desaparecido periodista e investigador argentino Alejandro Vignati, considerada en su momento a nivel mundial como una de las tres primeras publicaciones en su género, y galardonada en 1980 con el premio «Secinter» a la mejor revista especializada. Dejó de publicarse en noviembre de 1982, si bien siguió operando desde entonces como red de investigación internacional, financiando diversos estudios.
En 1988 presentó en Catalunya Ràdio el programa ¿Què volen aquesta gent? (¿Que quiere esta gente?), un programa dedicado al mundo de los ovnis. Desde su fundación en 1989 y hasta mayo de 1992 fue  Consejero Editorial y Coordinador Internacional de la revista Más Allá de la Ciencia, revista publicada por MC Ediciones y dedicada al mundo del misterio, del esoterismo y la ufología, asimismo también fue Consejero Editorial  de JC Ediciones S.A. De 1988 a 1994 dirigió y presentó en Catalunya Ràdio el programa Sintonía Alfa, espacio centrado en temas ufológicos y misteriosos, alternándolo con el programa especial Arxiu Secret (Archivo Secreto).
En agosto de 1992 abrió como primer ponente el Curso Especializado en Extensión Cultural: “Grandes Enigmas: Los Ovnis”, organizado por la Universidad Complutense de Madrid dentro de sus Cursos de Verano y dirigido por J. J. Benítez, constituyendo el primer curso de ufología celebrado en una universidad española.
Sus viajes de investigación le llevaron a buena parte de Europa, Asia, América y Oceanía, consecuencia de ellos son la publicación de algunos de sus libros, como el polémico Jesús vivió y murió en Cachemira (1976). Un libro donde exponía la posibilidad de que Jesús de Nazaret no hubiera muerto en la cruz sino que, una vez curado de sus graves heridas causadas durante la crucifixión, huyera hacia el este en busca de las tribus perdidas de Israel y una vez en Cachemira hubiera comenzado una nueva vida muriendo a un edad muy avanzada de muerte natural.
No menos controvertido fue su libro Pacto de silencio (1988), un libro sobre el  Síndrome tóxico, una enfermedad aparecida en 1981 y causada oficialmente por el consumo de aceite de colza desnaturalizado, consecuencia del fraude alimentario realizado por unos comerciantes aceiteros, que lo distribuían en venta ambulante como aceite de oliva, causando 1.100 muertos y más de 60.000 afectados. En este libro intenta demostrar que la causa del Síndrome tóxico no fue el aceite de colza, que era totalmente  inocuo, sino la ingesta de tomates tratados con una combinación nematicida organotiofosforada (pesticidas), concretamente con Nemacur® (fenamiphos) y Oftanol® (isofenphos) de la multinacional Bayer, en un ensayo de guerra química perpetrado seguramente por el gobierno de los Estados Unidos.
En su último artículo, publicado en el número 56 (octubre de 1993) de la revista Más Allá de la Ciencia, bajo el título de "Confesiones de Andreas Faber-Kaiser entre la vida y la muerte", reconoció que era portador del VIH, sin poderse explicar cómo había podido infectarse, y relacionándolo con sus investigaciones sobre el Síndrome tóxico, ya que tanto él como otros investigadores y médicos que intentaron avanzar realmente en el origen de esta extraña dolencia murieron o padecieron súbitas y extrañas enfermedades.
Murió en el hospital barcelonés de Can Ruti (Hospital Universitario Germans Trias i Pujol) a los 49 años de edad.

## Obras
- ¿Sacerdotes o cosmonautas? (1971)
- Cosmos-Cronología general de la Astronáutica (1972)
- Grandes enigmas del Cielo y de la Tierra (1973)
- Hacia la conquista del universo (1974)
- Jesús Vivió y murió en Cachemira (1976)
- OVNIs: el archivo de la CIA - Documentación y memorandos (1980)
- OVNIs: el archivo de la CIA - Informes de avistamientos (1980)
- OVNIs: archivos americanos - Documentos militares y de inteligencia (1980)
- La caverna de los tesoros (1984)
- Las nubes del engaño [Crónica extrahumana antigua] (1984)
- Fuera de control [Crónica extrahumana moderna] (1984)
- Sobre el secreto [La isla mágica de Pohnpei y el secreto de Nan Matol] (1985)
- Pacto de silencio (1988)
- El muñeco humano (1989)